# インドリ
インドリ (学名：Indri indri) は、霊長目インドリ科インドリ属に分類される霊長類。本種のみでインドリ属を構成する（単型）。

## 分布
マダガスカル北東部からマンゴロ川（Mangoro river）にかけて
古骨から以前は北部や西部にも分布していたと考えられている。

## 形態
頭胴長（体長）57.5 - 69.5センチメートル。尾長3 - 8センチメートル。体重6 - 7.5キログラム。現生のキツネザル類の中では最大種。尾は短い。耳介は房状の体毛で被われる。

## 分類
名前および属名Indriは原住民が「ほら見ろ」「あそこに」（there he is）の意があるindriもしくはindri izyと叫んだのをピエール・ソヌラが本種の呼称と誤解したことが由来とされるが、実在するマダガスカル語では「ほら見ろ」は iry であり、ソヌラが誤解だけでなく聞き間違えた可能性も示唆されている。現地名の endrina に由来する可能性もある。
以下亜種の分類は、Quinn & Wilson(2002)に従う。
- Indri indri indri (Gmelin, 1788)
- Indri indri variegatus Gray, 1870

## 生態
低地にある多雨林に生息する。昼行性。2 - 6頭のペアもしくは小規模な家族群を形成して生活する。8 - 30ヘクタール（平均18ヘクタール）の行動圏内で生活する。群れは1日あたり300 - 700メートルを移動する。メスの方が優位で採食場所や休憩場所からオスを追い払うこともあるが、オスはメスを追い払うことはない。性器を擦りつける臭いつけ（ジェニタルマーキング）を行い、オスは頬にある臭腺による臭いつけ（セントマーキング）も行う。3キロメートルの距離が離れていても聞くことができる鳴き声を交わしあい群れの存在を主張するため、群れ同士が接触することはまずない。
植物の葉、芽、花、果実を食べる。地表に降りて土を食べることもある。
繁殖様式は胎生。1 - 3月に交尾を行う。妊娠期間は120 - 150日。5 - 6月に1回に1頭の幼獣を産む。出産間隔は2 - 3年。幼獣は生後4 - 5か月までは母親の胸、生後8か月までは母親の背に捕まりながら移動し、生後12か月で母親から離れて移動するようになる。生後7 - 9年で性成熟する。

## 人間との関係
生息地では祖先の化身と考えられ、伝統的に保護の対象とされ狩猟することも禁止されていた。
農地開発や焼畑農業・森林伐採・薪の採取などによる生息地の破壊などにより生息数は減少している。上記のように本種を狩猟することは伝統的にタブーとされていたが文化の変化や他の地域からの移民により破られ、食用や毛皮目的で狩猟されることもある。1975年のワシントン条約発効時からインドリ科単位でワシントン条約附属書Iに掲載されている。

## 画像

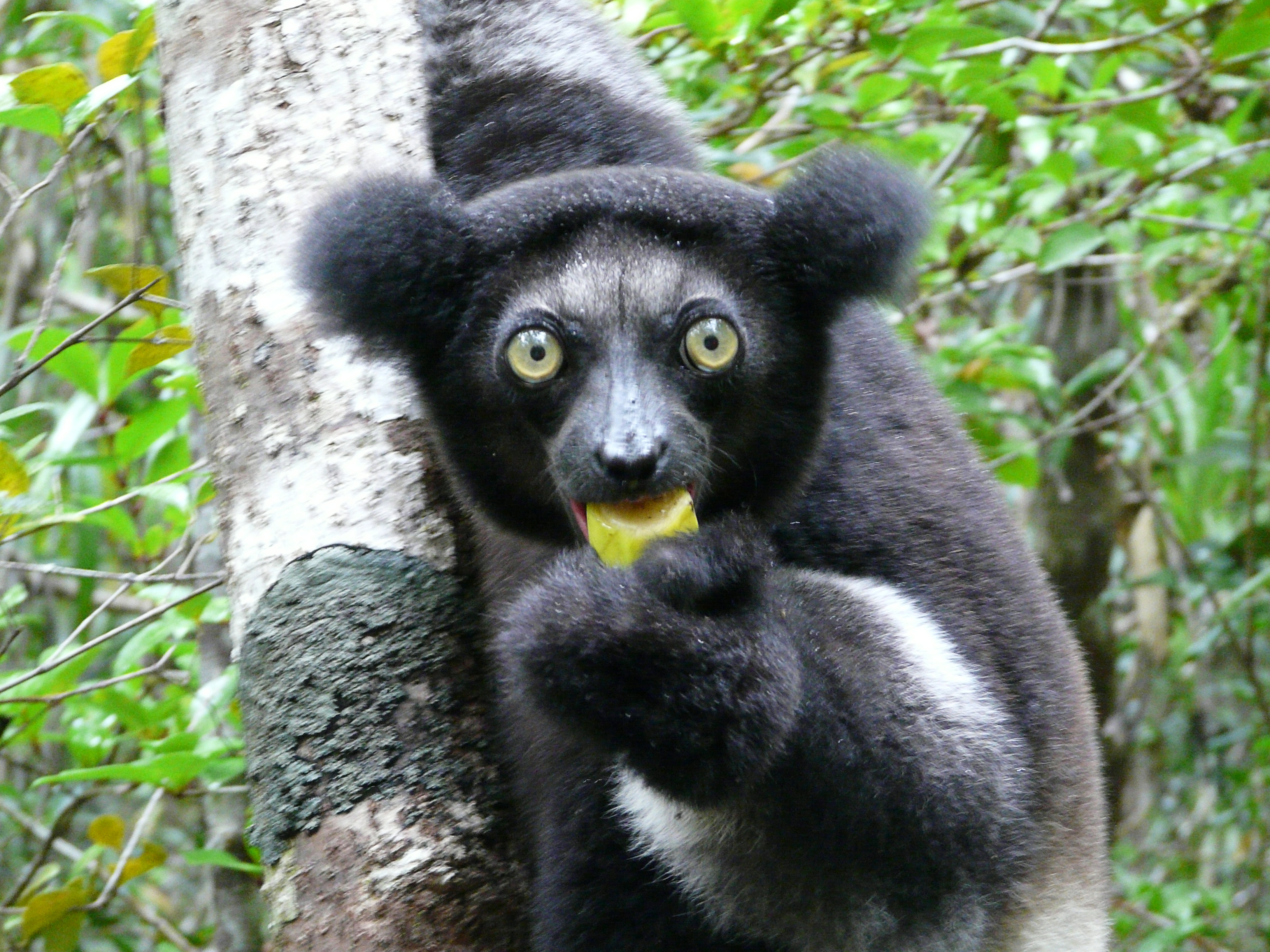
頭部
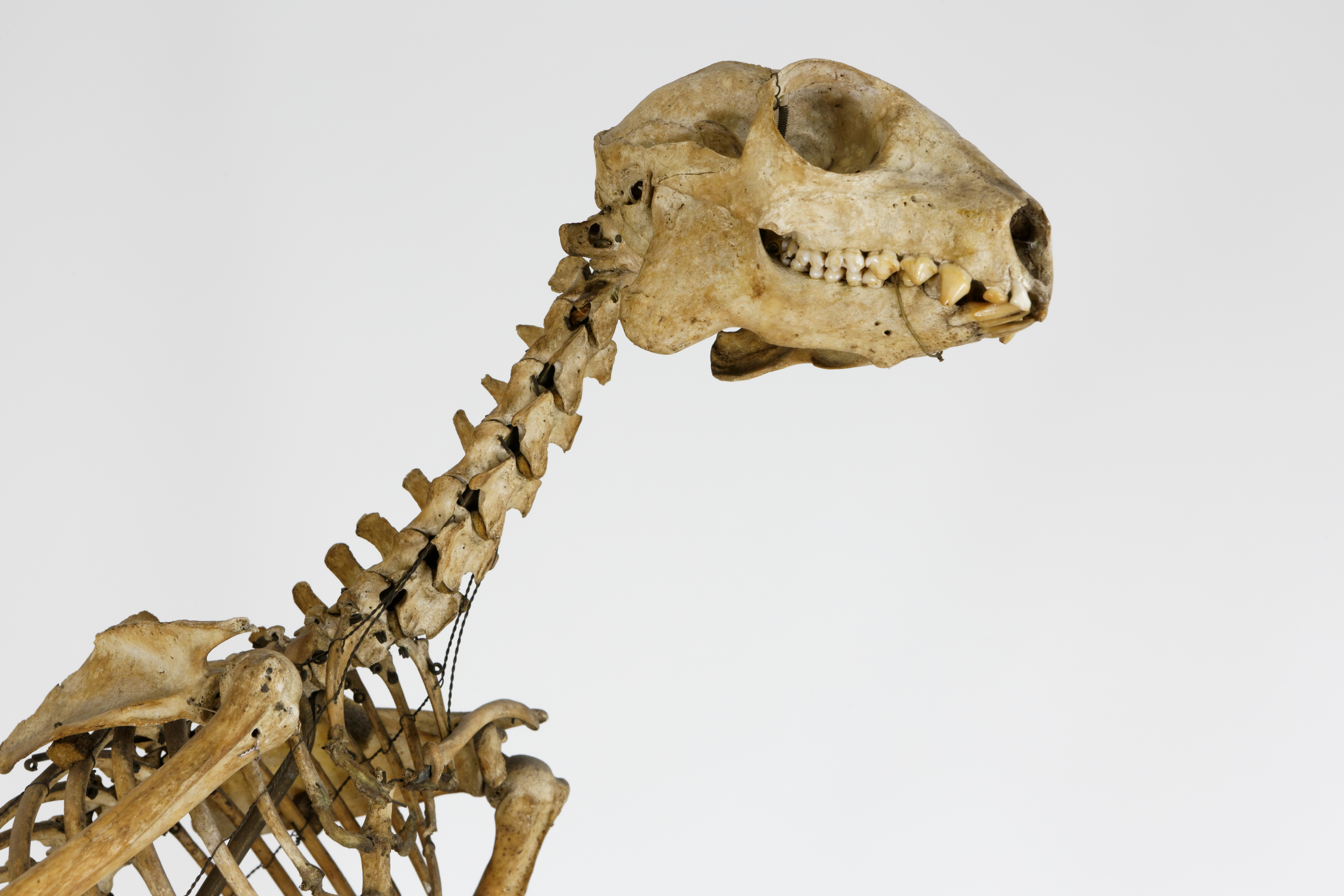
骨格標本（頭部）